# Auliver
Auliver (fl. prima metà del XIV secolo) è stato un poeta italiano.
Il suo nome si ricava dal penultimo verso dell'unica sua opera conservata, il Sirventese o Canzone di Auliver, un componimento in cinque strofe di dieci endecasillabi rimati (a schema ABABABCCDD) più un distico finale di commiato.
Secondo Giovan Battista Pellegrini, Auliver sarebbe da identificarsi con Oliviero di Robegano, uno dei componenti del Consiglio dei Trecento nell'anno 1319, che abitava a Treviso, nel quartiere del Dom (Duomo).